# Leskovik
Leskovik ([lɛskɔvik]; bepaalde vorm: Leskoviku; Grieks: Λεσκοβίκι, Leskoviki) is na de gemeentelijke herinrichting van 2015 een deelgemeente (njësitë administrative përbërëse) van de Albanese stad (bashkia) Kolonjë in het zuidoosten van Albanië. De deelgemeente telt 1500 inwoners (2011) en maakt deel uit van de prefectuur Korçë.
Leskovik is niet te verwarren met Qendër Leskovik ('centrum Leskovik'), een andere deelgemeente.

## Geschiedenis
Leskovik was tijdens de Ottomaanse overheersing een belangrijk regionaal centrum, dat deel uitmaakte van de sandjak Ioannina. Een Duitse reisgids uit 1932 beschrijft de plaats als een "architectonisch en landschappelijk bevallig stadje" met 2000 inwoners. Een orthodoxe kerk en enkele huizen van lokale beis getuigen nog van deze periode.
De vastlegging van de grenzen van het huidige Albanië, in 1913, onttrok Leskovik aan een belangrijk deel van zijn economische fundamenten, vermits veel stedelingen landerijen aan de andere kant van de Griekse grens bezaten. Tijdens de Eerste Wereldoorlog werd de stad volledig verwoest. Het bevolkingscijfer nam na de oorlog af, van 2200 inwoners in 1923 naar 1300 in 1945. Pas in de jaren 1960 steeg het inwoneraantal opnieuw, tot 2200 in 1987.

## Geografie
Leskovik ligt in bergachtig gebied — met een hoogteligging van 913 meter is het de op twee na hoogstgelegen stad van het land — ten oosten van het dal van de rivier de Vjosë, slechts acht kilometer noordelijk van de Griekse grens. Aan de westkant torent de berg Mali i Melesinit boven het stadje uit. Enkele kilometers ten zuiden van Leskovik liggen de warmwaterbronnen Llixhat e Vromoneros, waar tijdens de communistische periode een hotel met zeventig bedden de badgasten ontving.

## Politiek
De burgemeester van Leskovik is momenteel (2012) Fatmir Guda van de centrumrechtse PD. Guda behaalde tijdens de gemeenteraadsverkiezingen van 2011 62,5% van de stemmen, waarmee hij Sergei Peshtani (37,5%) van de socialistische Coalitie voor de Toekomst (met de PS) versloeg.

## Vervoer
Leskovik, dat vroeger vermoedelijk aan belangrijke handelsroutes lag, is gelegen aan de doorgangsweg van Tepelenë, Këlcyrë en Përmet in het noordwesten naar Ersekë en prefectuurshoofdstad Korçë in het noordoosten. De weg, langs het Vjosëdal, voert op een hoogte van circa 350 meter boven de zeespiegel ook door de indrukwekkende kloof van de rivier de Çarçovë, om vervolgens de stad in het noorden binnen te komen. Een andere, in 2009 gerenoveerde weg verbindt Leskovik met de grensovergang Tre Ura ('drie bruggen'). De weg naar Ersekë gaat eenmaal buiten Leskovik verder de hoogte in, en bereikt noordoostelijk van de stad een hoogte van 1100 meter.

## Geboren
- Naim Frashëri (1923-1975), acteur
- Hafize Leskoviku, zanger
- Asllan Rusi, volleyballer
- Ibrahim Sirri Leskoviku, politicus
- Ahmed Vefiku, politicus